# Anhalt-Zerbst
Anhalt-Zerbst fu un principato tedesco. Venne creato per la prima volta nel 1252 a seguito della partizione del principato di Anhalt. La capitale dello stato era Zerbst. Anhalt-Zerbst cessò di esistere nel 1396 quando venne diviso tra l'Anhalt-Dessau e l'Anhalt-Köthen.
Venne ricreato nel 1544 quando l'Anhalt-Dessau venne ulteriormente diviso. La seconda ricomposizione perse molti territori nel 1603 quando lo stato venne nuovamente diviso e molti possedimenti andarono all'Anhalt-Dessau, all'Anhalt-Bernburg, all'Anhalt-Plötzkau ed all'Anhalt-Köthen. Anhalt-Zerbst perse nuovamente dei territori nel 1667 con la creazione dell'Anhalt-Mühlingen e dell'Anhalt-Dornburg. Nel 1796 il Principato di Anhalt-Zerbst cessò definitivamente di esistere con la morte dell'ultima erede, Federica Augusta Sofia e i suoi territori passarono all'Anhalt-Dessau.

## Principi di Anhalt-Zerbst (1252-1396), Prima creazione
- 1252–1298 Sigfrido I
- 1298–1316 Alberto I
- 1316–1362 Alberto II
  - 1359 Alberto III (co-reggente)
- 1316–1362 Valdemaro I (co-reggente)
- 1362–1382 Giovanni II
  - 1362–1370 Valdemaro II
- 1382–1392 Valdemaro III
  - 1382–1396 Sigismondo I
  - 1382–1396 Alberto IV

Principato diviso tra Anhalt-Köthen e Anhalt-Dessau.

## Principi di Anhalt-Zerbst (1405-1474), Seconda Creazione
- 1405–1474 Giorgio I

## Principi di Anhalt-Zerbst (1480-1508), Terza Creazione
- 1480–1508 Adolfo

## Principi di Anhalt-Zerbst (1544-1586), Quarta Creazione
Nel 1544 avviene la divisione tra Anhalt-Plötzkau, Anhalt-Dessau e Anhalt-Zerbst
- 1544–1551 Giovanni IV
- 1551–1561 Carlo
- 1561–1586 Gioacchino Ernesto con
  - 1565–1570 Bernardo VII

Divisione in Anhalt-Dessau, Anhalt-Bernburg, Anhalt-Köthen, Anhalt-Plötzkau e Anhalt-Zerbst.

## Principi di Anhalt-Zerbst (1603-1796), Quinta Creazione
- 1603–1621 Rodolfo I
- 1621–1667 Giovanni VI
  - 1621–1642 Augusto di Anhalt-Plötzkau (reggente per il nipote Giovanni V)
- 1667–1718 Carlo Guglielmo
  - 1667–1674 Sofia Augusta di Holstein-Gottorp (reggente per il figlio Carlo Guglielmo)
  - 1704–1718 Giovanni Luigi I (coreggente con Carlo Guglielmo)
- 1718–1742 Giovanni Augusto

L'eredità passa al ramo della famiglia degli Anhalt-Zerbst-Dornburg.
- 1742–1746 Giovanni Luigi II di Anhalt-Zerbst con
  - 1742–1747 Cristiano Augusto
- 1747–1793 Federico Augusto (figlio di Cristiano Augusto)
  - 1747–1752 Giovanna Elisabetta di Holstein-Gottorp (reggente per il figlio Federico Augusto)
- 1793–1796 Sofia Federica Augusta di Anhalt-Zerbst

Territorio diviso tra Anhalt-Dessau, Anhalt-Köthen e Anhalt-Bernburg.